# 太田元治
太田 元治（おおた もとはる、1951年〈昭和26年〉7月5日 - ）は、日本のアナウンサー、テレビディレクター・プロデューサー、実業家。朝日放送（ABC）のアナウンサー→スポーツ局局次長・業務担当部長、スカイ・エー（スカイ・A）のディレクター・プロデューサー、ゴルフキャスター、常務取締役・編成局長。

## 来歴・人物
東京都豊島区長崎出身、専修大学経営学部卒業。1974年にABCへアナウンサーとして入社。趣味はオートバイ。
プロ野球中継などスポーツ実況で長らく活躍し、その独特の語り口で人気があった。中でも日本シリーズでは1979年と1980年の近鉄対広島戦（大阪球場）、1989年の近鉄対巨人戦（藤井寺球場の第1戦）など、近鉄戦の実況やリポートを多く担当した。1989年10月14日に近鉄がパ・リーグ優勝を決めた試合（対ダイエー戦。藤井寺球場）のテレビ中継では、優勝決定の瞬間を「天国の佐伯オーナー、見てますか！佐伯オーナーに手向けの優勝！今、仰木監督、宙に舞います！54歳、歓喜の胴上げ！」と実況した。
また、『大相撲ダイジェスト』では、体格の良さから、解説を担当する親方としばしば見分けがつかなくなることでも知られた。この他、1995年発売のゲームソフト『実況パワフルプロ野球2』で実況担当として声の出演をした。
2001年11月にアナウンス部長となり、2003年の人事異動でアナウンス職を離れた。その後は、系列会社であるCSテレビ放送事業者のスカイ・Aに出向。ディレクター→プロデューサー、取締役・編成制作担当や常務取締役・編成局長を務める。2009年からは、不定期でスカイ・Aの野球番組の出演、ゴルフ番組の実況をしている。
その間、2012年にABCを定年退職した。

## 出演番組
ABCテレビ・ABCラジオ
- プロ野球中継[2]（テレビ・ラジオ）
  - 近鉄バファローズアワー（ラジオ）[2]
- 全国高校野球選手権大会中継
- 熱闘甲子園[2]（テレビ）
- 大相撲ダイジェスト[2]（テレビ。担当初放送は、1984年=昭和59年初場所[11]）
- ABCヤングリクエスト[2][3]（ラジオ）
- ウシミツリクエストABC[2]（ラジオ。金曜日）

WEBIO（ABC運営によるインターネットラジオ）
- アナパラOh!ラフィーキ[2]

スカイ・A
- 楽天キャンプわしづかみ（2009年春季。不定期で現地リポーターとして出演）
- 野球中継
  - 東京六大学野球選手権（春季・秋季リーグ。2009年より不定期でインタビュアー）
  - スカイ・Aスタジアム（プロ野球）
    - 夕やけスタジアム（2011年。阪神戦生中継の前座番組）
    - スカイ・Aスタジアム ウエスタンリーグ完全中継（2012年。阪神二軍戦中継の実況担当）
- ゴルフ中継[6]（ゴルフキャスター[9]）
  - 全部見せます!ゴルフシリーズ（第1回当時の実況担当[9]）

その他
- 八方・陣内・方正の黄金列伝（2016年11月13日、読売テレビ。ABC時代の部下である宮根誠司に関する証言ゲスト）
- 太田元治の実況！ SportsARENA (FM宝塚)

## 参考資料
- 『大相撲』1986年7月号（読売新聞社発行）
  - P60-65掲載記事『おなじみ相撲アナ24氏の私的部分と公約部分』 ※『大相撲ダイジェスト』担当アナウンサーの一人として、太田のプロフィールが明記（P60）。
- 実況パワフルプロ野球2 スーパーファミコン攻略ガイドブック（「ワンダーライフスペシャル スーパーファミコン攻略ガイドブック」シリーズ。1994年4月発売、小学館発行） ISBN 9784091025043
- 各種外部リンク